# Ghatam
Il ghatam è uno strumento a percussione in terracotta o ceramica, a forma di vaso con ampia imboccatura, che produce suoni gravi e acuti. Viene usato solitamente nell'ambito della musica carnatica indiana. Con una raffinata tecnica, il ghatam riesce anche a produrre un suono che proviene dalla cassa armonica, ottenuto battendo con precisione sopra l'imboccatura. Il suono che viene prodotto percuotendo la ceramica dello strumento invece è un suono acuto.
Esistono Ghatam di diverse misure che forniscono tonalità differenti. Inoltre vi sono ghatam più sottili di quelli ordinari, realizzati apposta per ottenere tonalità più acute del suono.

## Etimologia
Il nome deriva dalla sua forma: infatti in Sanscrito "Ghatam" significa proprio "vaso".